# Naraini
Naraini är en ort i Indien.   Den ligger i delstaten Madhya Pradesh, i den centrala delen av landet, 500 km sydost om huvudstaden New Delhi. Naraini ligger 145 meter över havet och antalet invånare är 15 077.
Terrängen runt Naraini är mycket platt. Runt Naraini är det tätbefolkat, med 356 invånare per kvadratkilometer. Närmaste större samhälle är Atarra Buzurg, 14,4 km nordost om Naraini. Trakten runt Naraini består till största delen av jordbruksmark.